# Staatsbürgerlicher Verband katholischer Schweizerinnen
Der Staatsbürgerliche Verband katholischer Schweizerinnen (STAKA) (französischer Name: Union civique des femmes catholiques) wurde 1947 als parteilich und kirchlich unabhängige Organisation von Katholikinnen gegründet, die mit der konservativen und kirchentreuen Linie des Schweizerischen katholischen Frauenbundes (SKF) nicht mehr einverstanden war.
Bei der Gründung des Verbands spielte eine Gruppe um Marie-Mathilde Freuler-Bühler eine wichtige Rolle, die gemeinsam mit Alice Kälin, Ursula Kaiser, Elisabeth Müller-Bühler und Hedwig Lutz-Odermatt die Basler Sektion der STAKA ins Leben rief und diese Kantonalsektion mit Unterbruch von 1958 bis 1967 und den schweizerischen Gesamtverband von 1961 bis 1974 präsidierte. Von 1952 bis 1961 war die Baslerin Louise C. Wenzinger (1901–1995), Redaktorin des Schweizerischen Katholischen Frauenbunds, die Präsidentin des Verbands und auch der Europäischen Frauenunion.
Erklärtes Ziel des Verbandes war die staatsbürgerliche Schulung von Frauen. Diese sollten so gefördert werden, dass sie sich für öffentliche Ämter qualifizieren konnten. Zur politischen Debatte um das Frauenstimmrecht nahm der STAKA jedoch aus verschiedenen Gründen nicht direkt Stellung.